# Religionsökonomie
Die Religionsökonomie ist dem Namen nach eine Spezialisierung der Ökonomie zu Fragen der Religion. Ehrmann und Kühnapfel (2018) umreißen die religionsökonomische Sichtweise wie folgt:

„Ihr Ausgangspunkt ist die Annahme, dass Kirchen als Firmen agieren. Sie verfolgen Ziele, wobei diese nicht mit Gewinnmaximierung übereinstimmen müssen. Von diesen Zielen ausgehend lassen sich die Entwicklung von Strategien, religiösen Produkten und die Organisationsstruktur der Kirchen betrachten. Die Kirchenmitglieder entsprechen Kunden.“

Sie reüssiert allerdings im deutschsprachigen Raum insbesondere in der Religionswissenschaft. Religionsökonomie beschäftigt sich mit den Zusammenhängen zwischen den religiösen und ökonomischen Themen einerseits sowie der Verzahnung der Disziplinen Religionswissenschaft und Wirtschaftswissenschaft andererseits (auch economics of religion – religion of economics). Der bisher stärkste Forschungszweig steht in der Tradition der Theorie der rationalen Entscheidungswahl. Ein wichtiger Aufsatz war zu Beginn der von Azzi/Ehrenberg, die eine Kostenrechnung über Zeit- und Geldinvestition eines Haushaltes in Religion aufstellten (1975). In den letzten Jahren hat der Ökonom L. Iannaccone verschiedenste religiöse Aspekte unter den Prämissen der Theorie der rationalen Entscheidung untersucht. Das Marktmodell wurde bereits früh im Umkreis der Wissenssoziologie auf religiöse Institutionen und Gruppierungen angewendet (s. T. Luckmann, P. L. Berger). Pierre Bourdieu beschrieb aus seiner Beschäftigung mit Max Weber heraus die Akteure im religiösen Feld in ihrer Konkurrenz und im Tausch religiösen Kapitals (2000). Ein erster programmatischer Aufsatz in der deutschsprachigen Religionswissenschaft stammt von Burkhard Gladigow (1995).

## Die Arbeitsfelder der Religionsökonomie
Die Aufgabenbestimmungen und Übersichten zur Religionsökonomie sind vielfältig. Einteilungen finden sich bei B. Gladigow (1995) und L. Iannaccone, der zwischen den Ebenen des ökonomischen Verhaltens einzelner, von Institutionen und Märkten unterscheidet. A. Koch (2006) nimmt folgende Sortierung religionsökonomischer Forschungsperspektiven vor:
Die Finanzierung von Religion(en) in Vergangenheit und GegenwartDie Fragestellungen sind dabei u. a., woher Kirchen, Tempel und religiöse Vereine ihr Geld nehmen, wie sie es anlegen, wie sie ihre Mitarbeiter bezahlen, wie die Kirchen auf ökonomische Veränderungen reagieren; wie Religion bzw. religiöse Institutionen als ökonomische Faktoren in einem Wirtschaftsraum zu beschreiben wären, wie Geld als Kommunikationsmittel in einer religiösen Gemeinschaft gewertet wird und ob religiöse Handlungen als Dienstleistung verrechnet werden können.
Das Verhältnis von Religion und Wirtschaft unter dem Dach einer KulturtheorieDabei geht es darum, wie Religion als ein Kulturfaktor unter anderen sogenannte „soft skills“ von Menschen prägt, wie religiöse Überzeugungen, Lebensweisen und Verhaltensdispositionen die Mentalität und auf diesem Wege das Wirtschaftsverhalten in einem bestehenden Kulturkontext beeinflussen. Dies kann beispielsweise am Zusammenhang der Ethik des Protestantismus mit dem Kapitalismus untersucht werden. Es gibt einige Untersuchungen, die diese Fragestellung in Bezug auf bestimmte religiöse Sinnsysteme/Religionen im Verhältnis zu Wirtschaftsform und -handeln in einem bestimmten kulturellen Kontext verfolgen (z. B. Ensminger 1997, Frischkorn 1993).
Ökonomische Theorien als Gegenstand der ReligionswissenschaftHierhin gehören Forschungen zu ökonomischen Theorien, die selbst wiederum ideologisch, religiös oder weltanschaulich auftreten. In diesem Sinne ist der Kapitalismus als Ideologie und in seinen Mythen diskutiert worden (Deutschmann 2003). Untersucht werden z. B. auch Managementliteratur (der Manager als Weltenordner, als Heilandsfigur, als Unternehmensretter) und Firmenleitbilder in ihrer sinnstiftenden Funktion, bis hin zur Frage, in welcher Form Marketing-Denken (Kirchenmarketing) die Mitgliederbindung und die Nachfrage nach religiösen Angeboten stärken kann.
Ökonomische Theorien als Modelle der Religionswissenschaft für bestimmte Vorgänge in ihrem GegenstandsbereichWie können ökonomische Theorien für die religionswissenschaftliche Theoriebildung selbst fruchtbar gemacht werden? Welchen Blick kann der Religionswissenschaftler mit Hilfe gewisser ökonomischer Theorien auf „Religion“ bekommen? Ein Ansatz für dieses Arbeitsfeld wird bei Pierre Bourdieu gesucht, der religiöse Kommunikation mittels ökonomischer Terminologie darstellt. Insbesondere institutionenökonomische Modelle werden erprobt (Brinitzer 2001, 2003, Eilinghoff 2004, Maurer 2007). Ein weiterer Zweig greift spieltheoretische Ergebnisse auf über Fairness und Reziprozität, die zum Teil in den Treatments mit Daten zur Religiosität der Probanden korreliert werden (Tan 2006).